# Marine nationale colombienne
La marine colombienne (espagnol : Armada Nacional Colombiana) est la composante navale de l'armée de Colombie. Elle est connue également sous le nom d'Armada nationale ou Armada de la république de Colombie (espagnol : Armada de la República de Colombia).
ARC (pour Armada de la República de Colombia) est l'acronyme utilisé comme préfixe du nom des bateaux militaires, de la même manière que l'acronyme USS (United States Ship) pour la marine des États-Unis ou HMS (Her Majesty's Ship) pour la marine britannique.

## Historique
L'armada colombienne est née de l'indépendance de la Colombie envers l'Espagne. Le président du Conseil suprême de Carthagène, José María García Toledo, crée le Bureau de commandement naval par le biais d'un décret en 17 septembre 1810. La marine est alors placée sous le commandement du capitaine Juan Nepomuceno Eslava, fils cadet du vice-roi espagnol Sebastián Eslava.
Le 28 juin 1822, le général Francisco de Paula Santander crée l'école navale, qui est par la suite dissoute. En 1907, le général Rafael Reyes Prieto crée l'académie navale, par le décret 783 du 6 juillet, qui fut censuré par le général Ramón González Valencia le 28 décembre 1909.
Le conflit contre le Pérou, en 1932, fait réapparaître la marine colombienne. De nouveaux vaisseaux sont acquis et la Escuela de Grumetes (école des marins) est fondée en 1934. La Escuela de Cadetes (école des officiers) est fondée en 1935. Ces deux écoles sont toujours actives de nos jours.

## Organisation
L'armada colombienne dispose en 2009 d'un effectif de 34 620 personnes.
Elle est formée par les organisations suivantes :
- Corps de commandos de marine colombien (en),
- Forces navales du Pacifique (Fuerza Naval del Pacífico),
- Forces navales des Caraïbes (Fuerza Naval del Caribe),
- Forces navales du sud (Fuerza Naval del Sur),
- Garde-côtes colombiens (en),
- Aviation de marine
- Commandement spécial de San Andres y Providencia (Comando Específico de San Andrés y Providencia).

## Grades et insignes
| CODE OTAN           | OF-10            | OF-9      | OF-8                  | OF-7             | OF-6             | OF-5                  | OF-4                 | OF-3                  | OF-2                   | OF-1                |
| ------------------- | ---------------- | --------- | --------------------- | ---------------- | ---------------- | --------------------- | -------------------- | --------------------- | ---------------------- | ------------------- |
| Insigne             | Pas d'équivalent |           |                       |                  |                  |                       |                      |                       |                        |                     |
| Grade               | Pas d'équivalent | Almirante | Vice Almirante        | Contralmi- rante | Capitan de navio | Capitan de Fragata    | Capitan de Corbeta   | Teniente de Navio     | Teniente de Fragata    | Teniente de Corbeta |
| Équivalent français | Amiral de France | France    | Vice-amiral d'escadre | Vice-amiral      | Contre-amiral    | Capitaine de vaisseau | Capitaine de frégate | Capitaine de corvette | Lieutenant de vaisseau | Enseigne            |

| CODE OTAN           | OR-9                    | OR-8            | OR-7               | OR-6               | OR-5               | OR-4                               | OR-3                              | OR-2             | OR-1             |
| ------------------- | ----------------------- | --------------- | ------------------ | ------------------ | ------------------ | ---------------------------------- | --------------------------------- | ---------------- | ---------------- |
| Insigne             |                         |                 |                    |                    |                    |                                    |                                   | Pas d'équivalent | Pas d'équivalent |
| Grade               | Suboficial Jefe Tecnico | Suboficial Jefe | Suboficial Primero | Suboficial Segundo | Suboficial Tercero | Marinero Primero                   | Marinero Segundo                  | Pas d'équivalent | Pas d'équivalent |
| Équivalent français | Major Maître principal  | Premier maître  | Pas d'équivalent   | Maître             | Second maître      | Quartier-maître de première classe | Quartier-maître de seconde classe | Matelot breveté  | Matelot          |

## Navires
La majorité des vaisseaux de l'armada colombienne sont des canonnières, utilisées pour patrouiller les côtes et les rivières du pays en 2007[Quand ?].

### Frégates (FFG)
classe Almirante Padilla

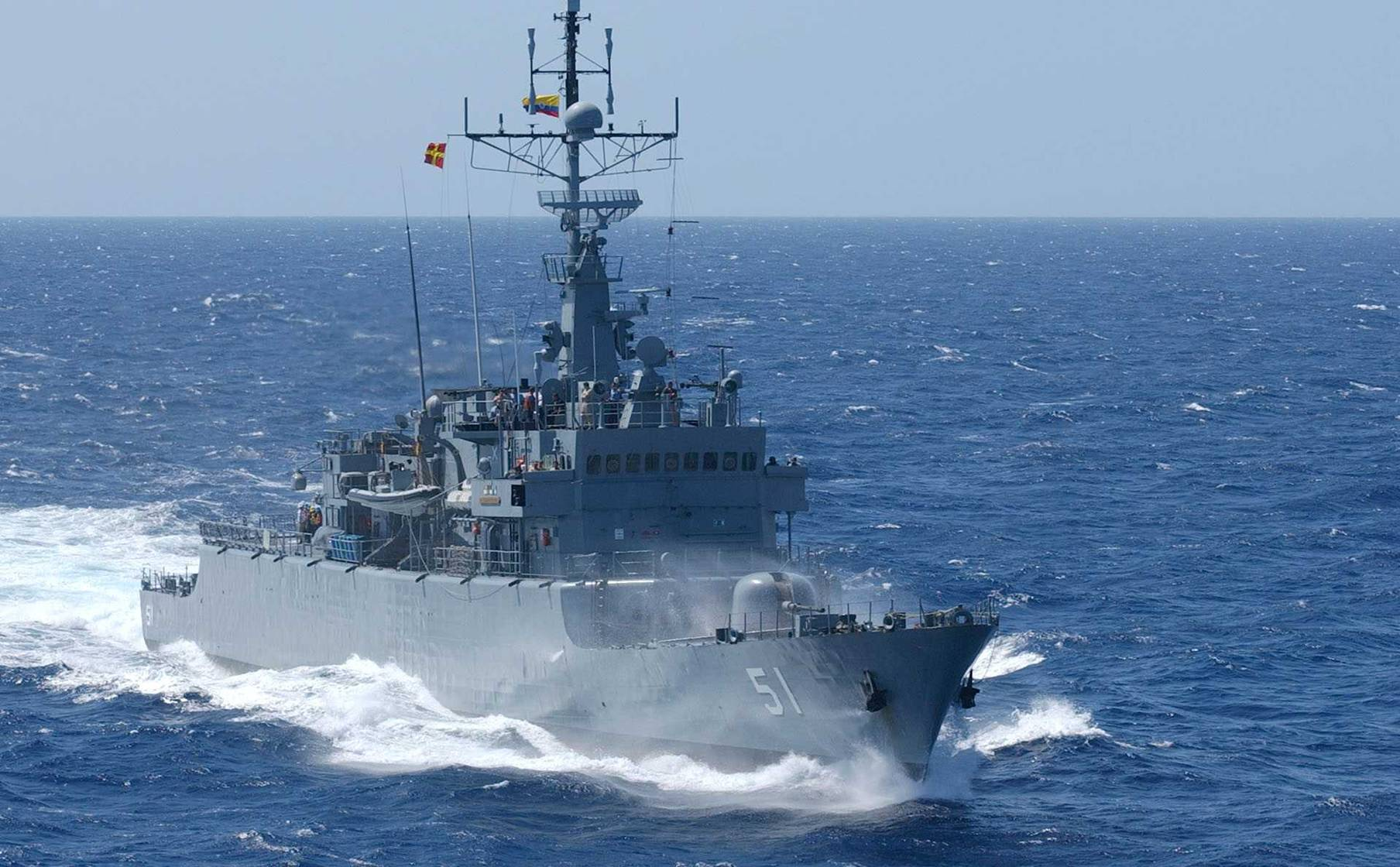
ARC Almirante Padilla (FM-51)
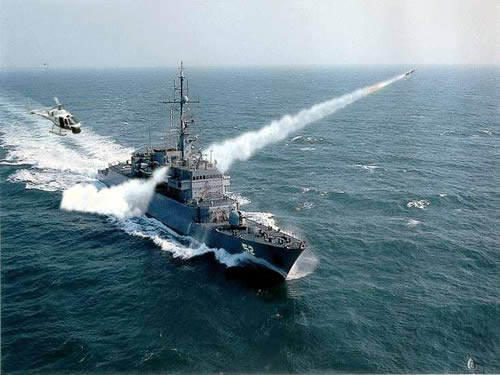
ARC Caldas (FM-52)
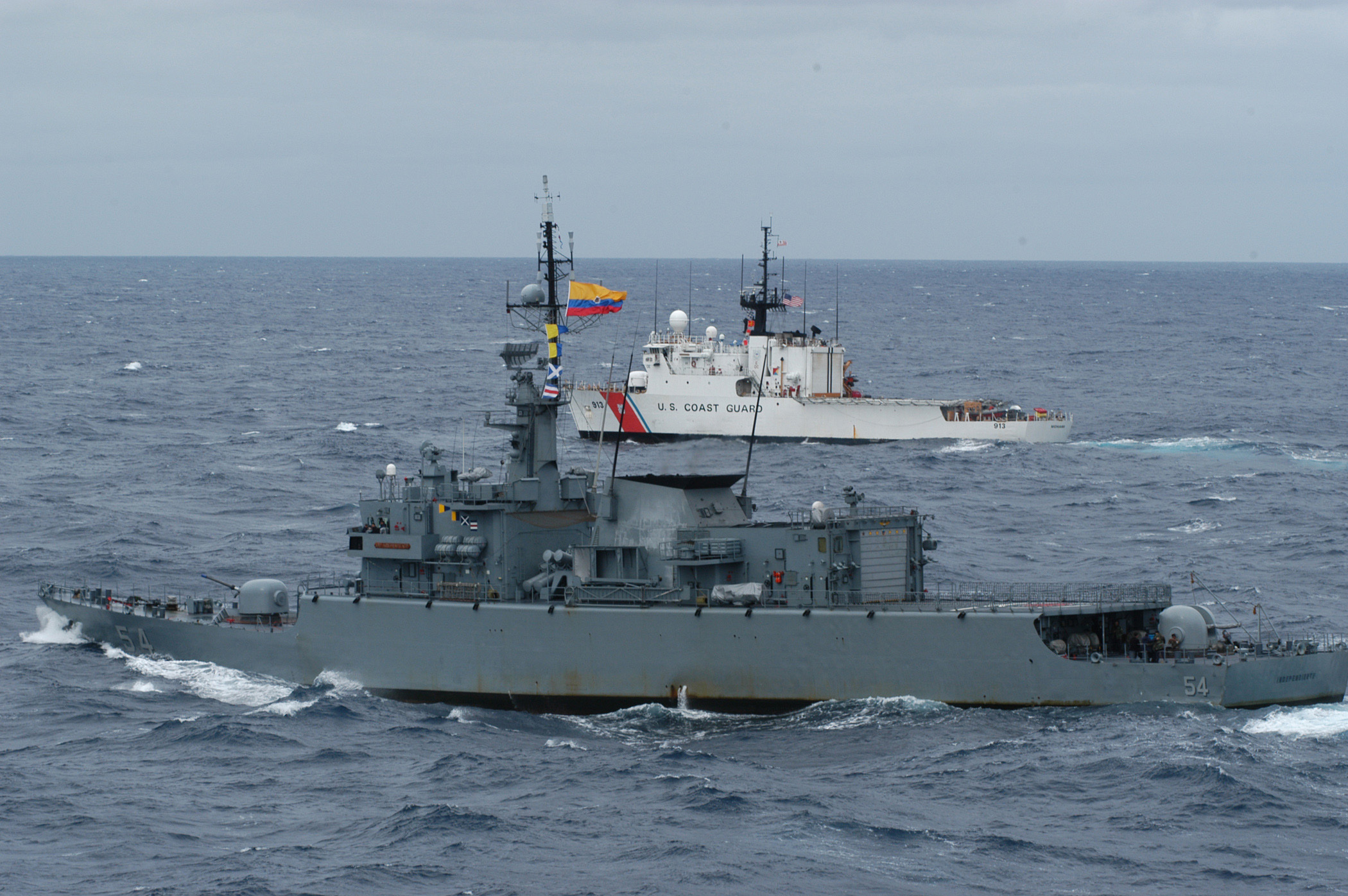
ARC Antioquia (FM-53)
- ARC Independiente (FM-54)

- ARC Almirante Padilla (FM-51)
- ARC Caldas (FM-52)
- ARC Independiente (FM-54)

### Sous-marins (SSK)

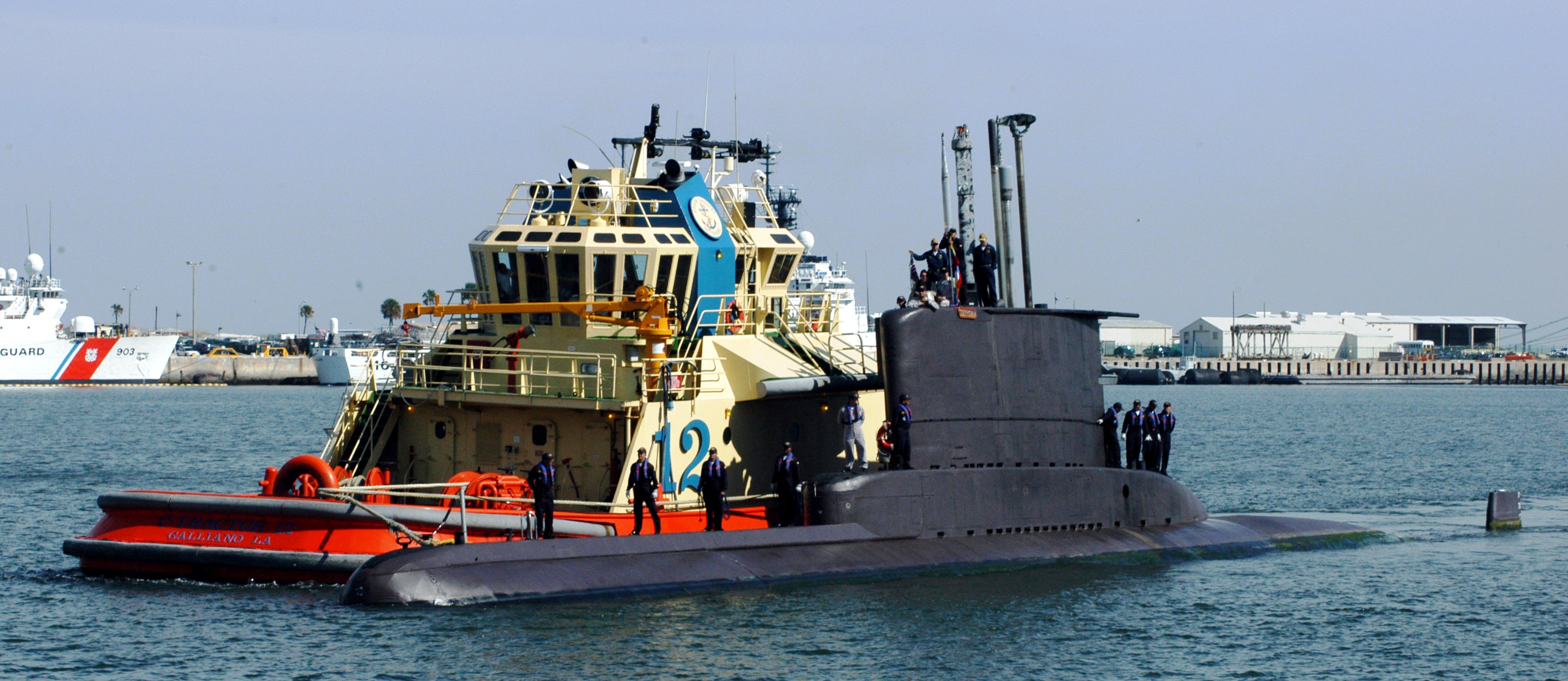
ARC Tayrona (S-29)

### Type 209/1200
- ARC Pijao (S-28)
- ARC Tayrona (S-29)

### Type 206
Deux exemplaires achetés d'occasion en mai 2012, rénovés avant livraison
- ARC Intrépido (SC-23)
- ARC Indomable (SC-24)

### TypeCosmos SX 506
- ARC Intrépido (S-21)
- ARC Indomable (S-22)

### Navires de patrouille
La Colombie a commandé deux navires de classe PZM , dont la construction dans les chantiers navals de Carthagène devrait être achevée en 2012.

### Classe Tenerife
- ARC "PRF 305" (EX - ARC Tenerife) Tenerife 305
- ARC "PRF 306" (EX - ARC Tarapaca) Tenerife 306
- ARC "PRF 307" (EX - ARC Mompox) Tenerife 307
- ARC "PRF 308" (EX - ARC Orocue) Tenerife 308
- ARC "PRF 309" (EX - ARC Calamar) Tenerife 309
- ARC "PRF 310" (EX - ARC Magangué) Tenerife 310
- ARC "PRF 311" (EX - ARC Monclart) Tenerife 311
- ARC "PRF 312" (EX - ARC Caucaya) Tenerife 312
- ARC "PRF 313" (EX - ARC Mitú) Tenerife 313

### Classe PBR Mark II
- ARC Magdalena (PRF 176)
- ARC Cauca (PRF 177)
- ARC Atrato (PRF 178)
- PRF 179 ARC Sinú
- PRF 180 ARC San Jorge
- PRF 190 ARC Putumayo
- PRF 191 ARC Caquetá
- PRF 192 ARC Orinoco
- PRF 193 ARC Orteguaza
- PRF 194 ARC Vichada
- PRF 195 ARC Guaviare

Classe Anguila ou classe Piraña (navires de 22 pieds)
- LPR-93 x169

Classe Diligente
- ARC Diligente Diligente

Fritz Hagale
- ARC Teniente Juan Lucio
- ARC Cadete Alfonso Vargas
- ARC Capitán Fritz Hagale

Vengadora
- ARC Vengadora125

Cortez
- ARC TTE. Humberto Cortez

Prudence de Troyes
- ARC Teniente Carlos Galindo

Classe Arauca
- ARC Riohacha utilisé comme navire-hopital
- ARC Leticia
- ARC Arauca

### Nodriza Fluvial Ships
Classe Correa Hernández
- ARC CP. Filigonio Hichamon
- ARC SSIM. Manual Antonio Moyar
- ARC SSIM. Julio Correa Hernández

Igaraparana
- ARC 'Igaraparana

Ariari (en)
- ARC Manacacias
- ARC 'Cotuhe
- ARC Ariari

Londoño PAF-I
- ARC SSCIM. Senen Alberto Araujo
- ARC CPCIM. Guillermo Londoño Vargas

Londoño PAF-II
- ARC "TNCIM. Mario Alonso Villegas"

Londoño PAF-III
- ARC 'TECIM Tony Pastrana Contreras
- ARC CTCMI Jorge Moreno Salazar
- ARC TFEIM Juan Ricardo Oyola Vera
- ARC TECIM Freddy Alexander Pérez Rodríguez
- ARC TECIM Edic Cristian Reyes Holguín

### Navires amphibies
Classe LCU 1466
- ARC Morrosquillo
- ARC Bahía Honda
- ARC Bahia Potrete
- ARC Bahía Solano
- ARC Bahía Cupica
- ARC Bahía Utria
- ARC Bahía Malaga

Classe Ocho de Octubre, barge de débarquement de personnel (LCVP) à rampe.
- ARC Ocho de Octubre
- ARC Veintisiete de Octubre

Sea Truck-type (LCVP)
- ARC Jaime Rooke
- ARC Manuela Sáenz

Landing Craft Vehicle & Personnel
- ARC Altair
- ARC Castor
- ARC Polux
- ARC Vega

### Navires auxiliaires

#### Naviresocéanographiques(AGOR)
- ARC Roncador (BO-153)
- ARC Gorgona (BO-154)
- ARC Providencia (BO-155)
- ARC Malpelo (BO-156)
- ARC Simón Bolívar (BO-151)

#### Navires de logistique

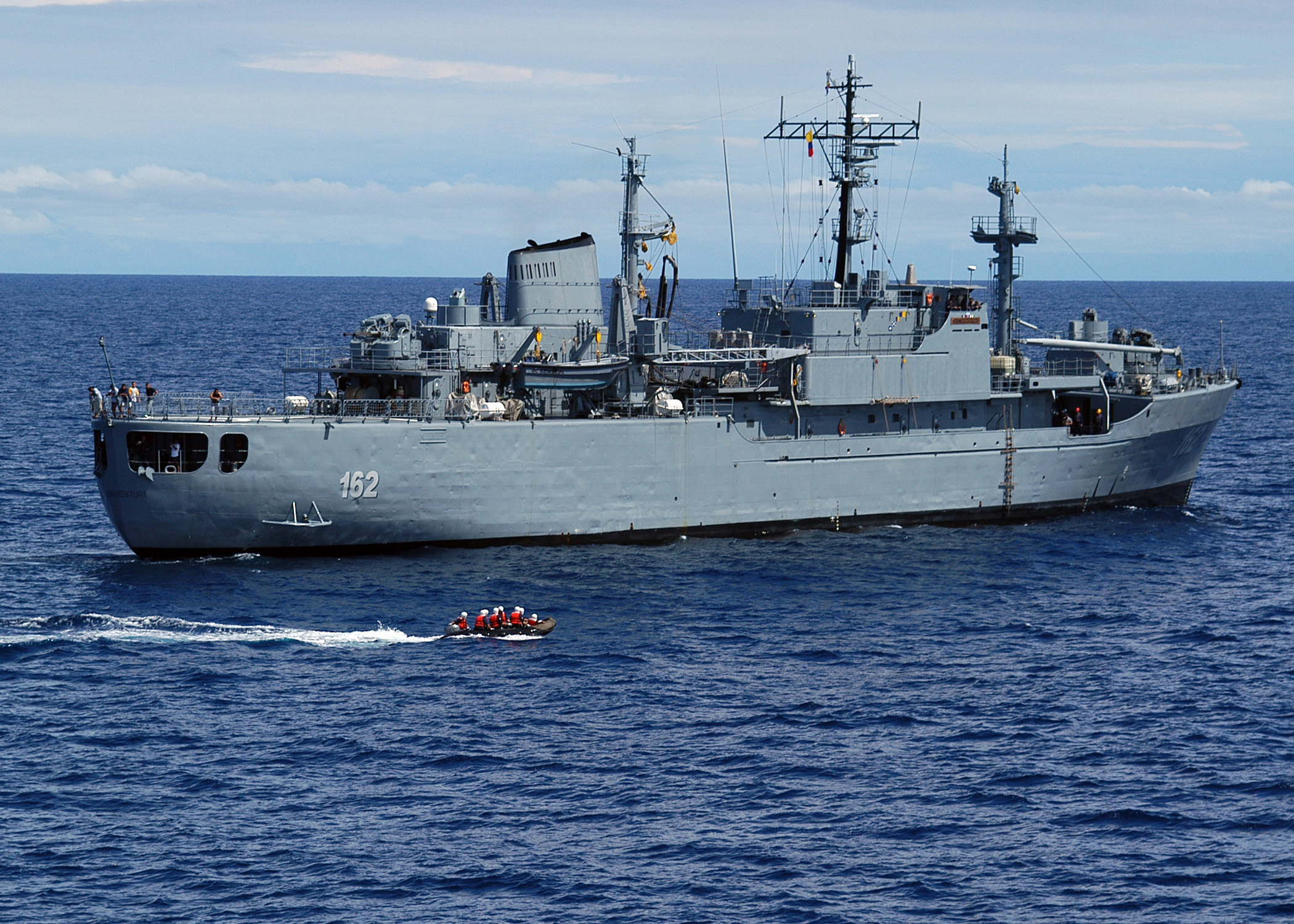
ARC Buenaventura (BM-162)

Classe Type 701A
- ARC Cartagena de Indias (BM-161)
- ARC Buenaventura (BM-162)

#### Navires hydrographiques
- ARC Quindío (BH-153)

#### Naviresbaliseurs
- ARC Abadía Mendez (BB-154)
- ARC Ciénaga de Mayorquin (BB-35)
- ARC Isla Palma (BB-33)

#### Autres bateaux
Navire ravitailleur de sous-marins de poche
- ARC Mayor Jaime Arias Arango (DF 170)

Remorqueurs fluviaux
- ARC Capitán Castro
- ARC Teniente Joves Fiallo
- ARC Teniente Miguel Silva
- ARC Capitán Rigoberto Giraldo
- ARC Capitán Vladimir Valeck Moure
- ARC Teniente Luis A. Bernal Baquero
- ARC Teniente Alejandro Baldomero Salgado
- ARC Sejeri
- ARC Inirida

### Navire-école

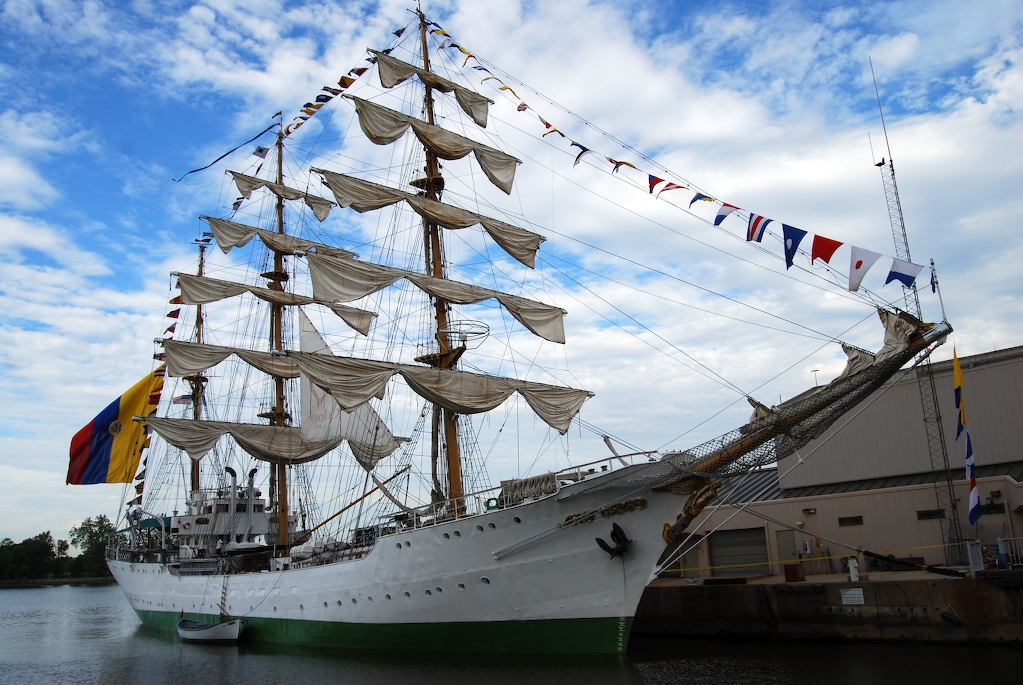
ARC Gloria

- ARC Gloria

### Garde-côtes

#### Patrouilleurs de haute mer
Classe Cormoran
- ARC Espartana (PO-41)

Classe Lazaga
- ARC Capitán Pablo Jose de Porto (PO-42)
- ARC CTCIM Jorge E Marquez Durán (PO-43)

Classe Reliance
- ARC Valle del Cauca (PO-44)

Classe 180-A (en)
- ARC San Andrés (PO-45)

Classe Asheville
- ARC Quitasueño (PO-112)

Classe Toledo
- ARC Jose Mari García y Toledo (PO-113)
- ARC Juan Nepomuceno Eslava (PO-114)

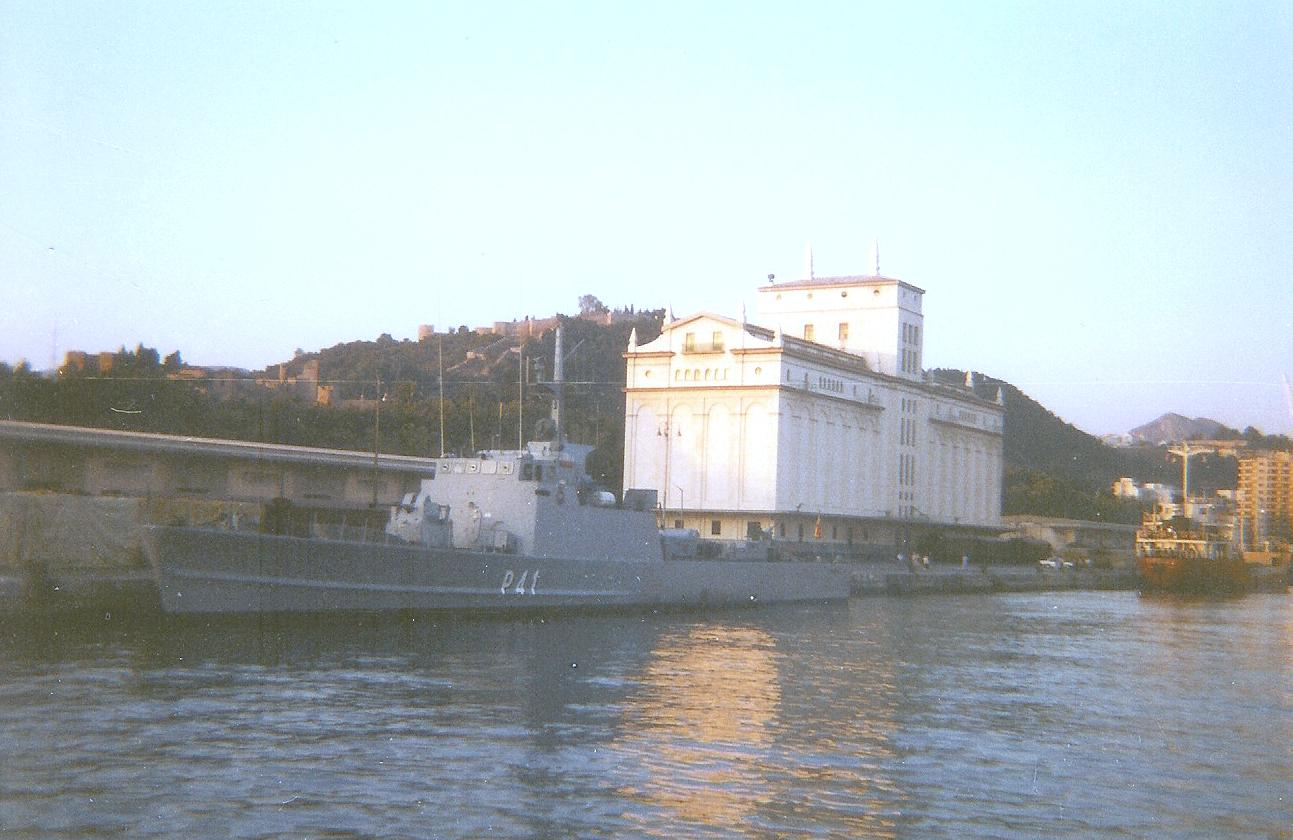
ARC Espartana (PO-41)
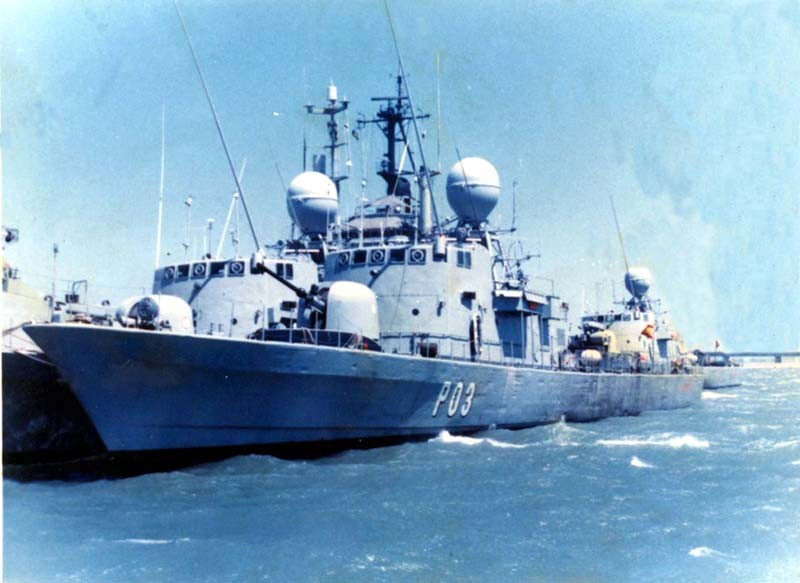
ARC Jorge E Marquez Durán (PO-43)

#### Autres patrouilleurs
Classe Swift 105
- ARC Rafael del Castillo y Rada (PM-102)
- ARC TECIM Jaime E. Cárdenas Gómez (PM-115)

Classe Swiftships 110 (es)
- ARC José María Palas (PM-103)
- ARC Medardo Monzón Coronado (PM-104)

#### Bateaux de patrouille
Classe Andromeda/"Langosteras"
- PC 451 ARC Andrómeda
- PC 452 ARC Casiopea
- PC 453 ARC Centauro
- PC 454 ARC Dragón
- PC 455 ARC Vela
- PC 456 ARC Polaris
- PC 457 ARC Fénix
- PC 458 ARC Regulus
- PC 459 ARC Aquila
- PC 460 ARC Perseus
- PC 461 ARC Ramadan

Sea Spectre Mark III
- ARC Sgto 2do Jaime Gómez Castro (PM-105)
- ARC Juan Nepomuceno Peña (PM-106)

Point class
- ARC Cabo Corrientes (PM-141)
- ARC Cabo Tiburon (PM-142)
- ARC Cabo Manglares (PM-143)
- ARC Cabo de la Vela (PM-144)

## Aviation

Insigne de l'aviation navale colombienne.

L'armada colombienne dispose de 30 appareils, dont 10 hélicoptères, principalement pour le soutien logistique des opérations navales.
| Appareil                 | Origin             | Type                     | Versions  | En service | Notes |
| ------------------------ | ------------------ | ------------------------ | --------- | ---------- | ----- |
| Aero Commander           | États-Unis         | transport                | Model 690 | 5          |       |
| Bell 212 Twin Huey       | États-Unis         | hélicoptère de transport |           | 1          |       |
| Bell 412                 | États-Unis         | hélicoptère de transport |           | 5          |       |
| CASA C-212 Aviocar       | Espagne            | transport                | C-212-100 | 1          |       |
| CASA CN-235              | Espagne/ Indonésie | transport / patrouille   | -200/-300 | 3 (2/1)    |       |
| Cessna 206 Stationair    | États-Unis         | utilitaire               |           | 3          |       |
| Bölkow Bo 105            | Allemagne          | ASW/utilitaire           | Bo 105CB  | 2          |       |
| Eurocopter AS 555 Fennec | France             | utilitaire               | AS 555    | 2          |       |
| Gavilan 358 (en)         | Colombie           | transport                |           | 2          |       |
| Piper PA-28 Warrior      | États-Unis         | utilitaire               |           | 3          |       |
| Piper PA-34              | États-Unis         | utilitaire               |           | 4          |       |
| Cessna 208               | États-Unis         | utilitaire               |           |            |       |